# Roy Rogers (koszykarz)
Roy Lee Rogers Jr (ur. 19 sierpnia 1973 w Linden) – amerykański koszykarz, występujący na pozycji skrzydłowego, aktualnie asystent trenera w zespole Portland Trail Blazers.
16 listopada 2020 dołączył do sztabu szkoleniowego Los Angeles Clippers. 2 sierpnia 2021 został asystentem trenera Portland Trail Blazers.

## Osiągnięcia
NCAA
- 2-krotny uczestnik rozgrywek Round of 32 turnieju NCAA (1994, 1995)

NBA
- Uczestnik Rookie Challenge (1997)[3]